# Aiguilles Rouges
Pour les articles homonymes, voir Aiguilles rouges.
Pour le sommet, voir Aiguille Rouge.
Les aiguilles Rouges (ou massif des Aiguilles-Rouges) sont un massif montagneux des Alpes françaises du Nord. Les lignes de crêtes sont dans l'ensemble orientées sud-sud-ouest - nord-nord-est.
Le qualificatif de « rouge » provient de la teinte caractéristique des sommets due à l'état d'oxydation du fer des gneiss.

## Géographie

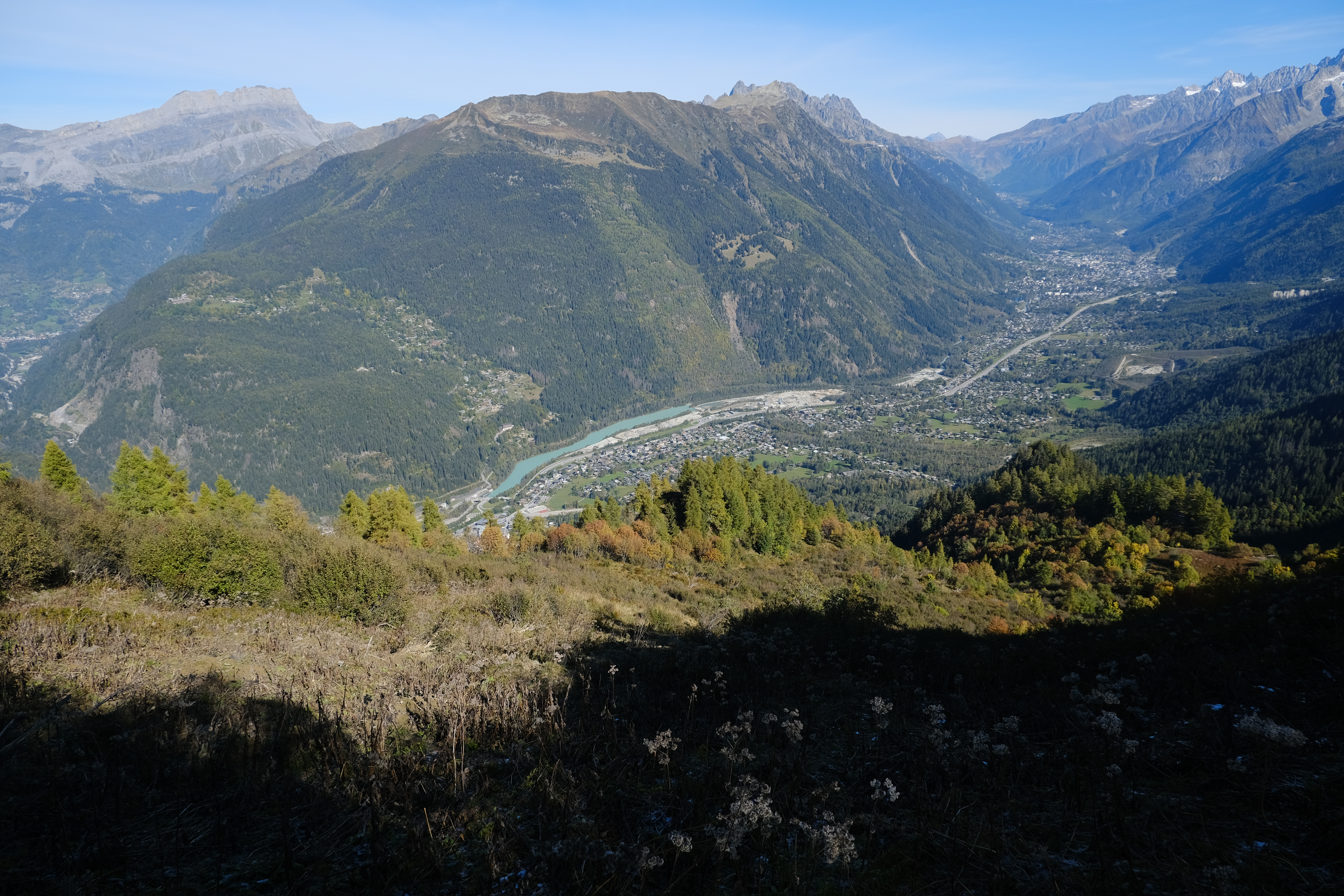
Les aiguilles Rouges dominant la vallée de Chamonix, vues depuis le mont Lachat au sud-ouest.

### Situation
Le massif se décompose de la façon suivante :
- les aiguilles Rouges proprement dites ;
- le massif de Pormenaz à l'ouest.

Il est arrosé par l'Arve à l'est et au sud, qui le sépare du massif du Mont-Blanc, le cours supérieur de la Diosaz qui le sépare en partie du massif du Giffre à l'ouest, l'Eau de Bérard et l'Eau Noire au nord.

### Morphologie
Contrairement au massif du Mont-Blanc, les aiguilles Rouges sont dépourvues de glacier d'envergure. Un étage alpin laisse la place vers 1 800 mètres aux rochers bruts, au-dessus desquels s'élance une série d'aiguilles accidentées, du col des Montets (au nord-est) jusqu'au Brévent (au sud-ouest).
La partie nord-occidentale du massif reste pauvre en végétation du fait de sa faible exposition au soleil. À l'inverse, l'autre versant regorge d'espèces végétales qui se sont développées grâce à une multitude de biotopes. Il est possible de découvrir une flore typique mais aussi des droséras, des lis martagon et de nombreux orchis. Afin de protéger ce massif, la réserve naturelle nationale des Aiguilles-Rouges a été créée en 1974 et elle couvre 3 279 hectares. Elle a été complétée en 1991 par la réserve naturelle nationale de Carlaveyron et en 1992 par celle du Vallon de Bérard.
On y distingue les aiguilles Rouges (face au mont Blanc) et l'Envers des aiguilles (versant orienté vers le nord et le nord-ouest).
Les aiguilles Rouges offrent une vue sur toutes les aiguilles de Chamonix, les glaciers du mont Blanc et le « toit de l'Europe ». Le peintre français Samivel y a couché quelques-unes de ses magnifiques vues sur le massif du Mont-Blanc. Le point culminant de cet ensemble, l'aiguille du Belvédère, offre une vue à 360° sur les massifs qui entourent les aiguilles Rouges ; la traversée pédestre entre la Flégère et Planpraz, au pied des aiguilles Rouges, s'appelle le Grand Balcon Sud.
Sur la partie orientale du massif se trouvent de nombreux lacs de montagne dont le plus remarquable est le lac Blanc au pied de l'aiguille du Belvédère.

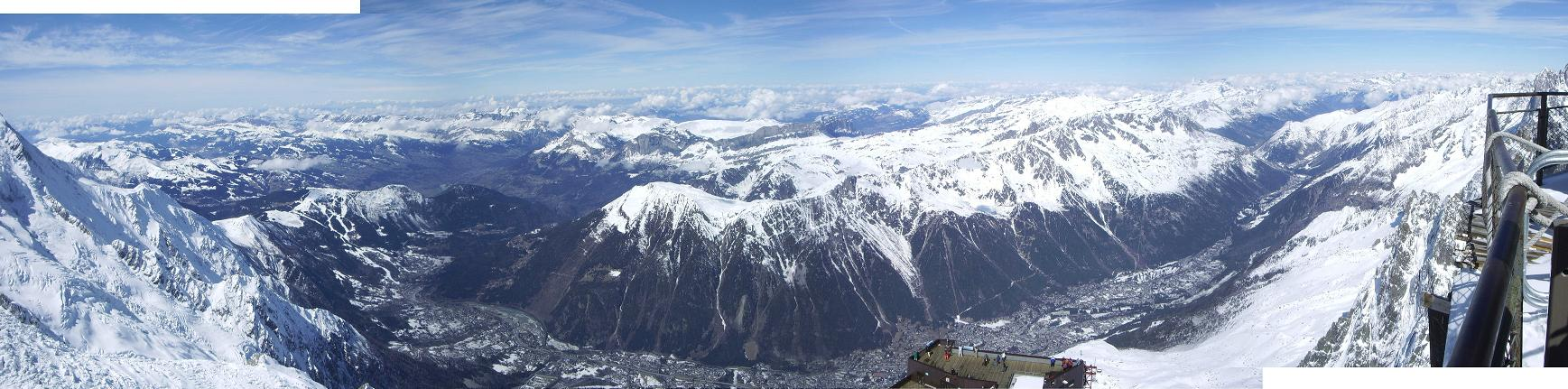
Les aiguilles Rouges et la vallée de Chamonix vues depuis l'aiguille du Midi.

### Principaux sommets

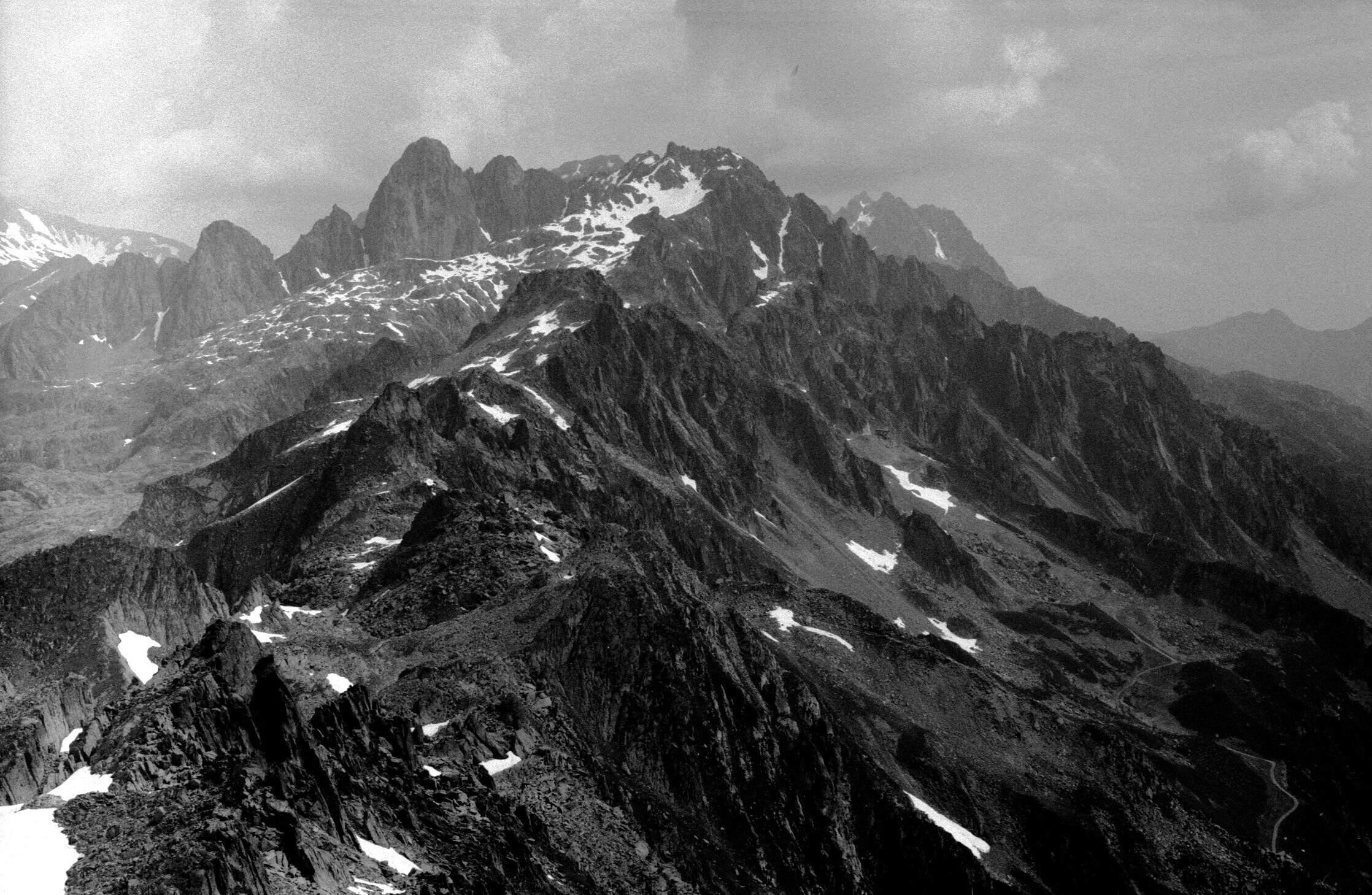
Vue sur les aiguilles Rouges depuis le sommet méridional du Brévent.

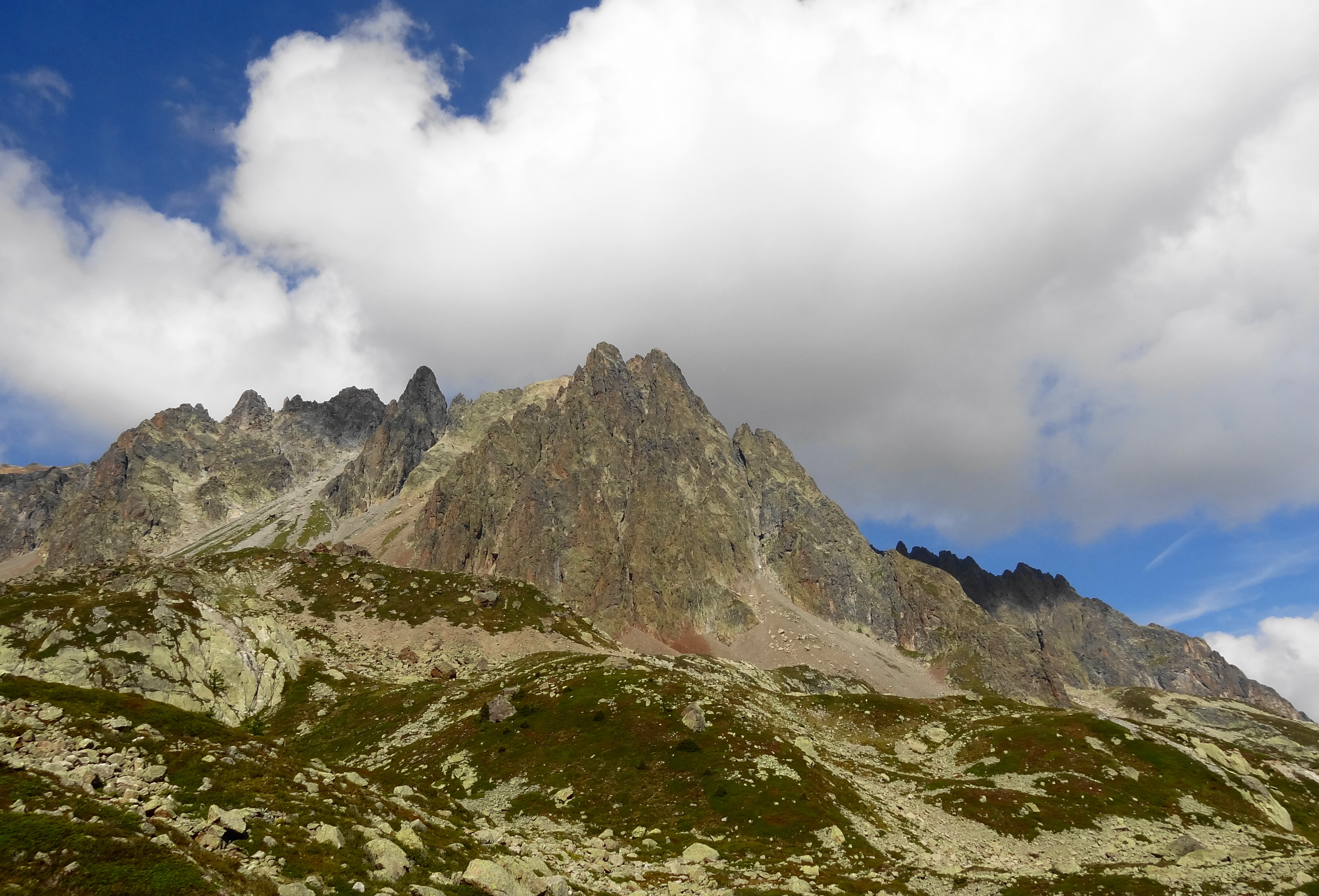
Vue sur les aiguilles Rouges depuis le Grand Balcon Sud (sentier de randonnée).

Dans les aiguilles Rouges (au sens strict), par altitude décroissante :
- l'aiguille du Belvédère (2 965 mètres) point culminant du massif ;
- l'aiguille de la Tête Plate (2 944 mètres) ;
- l'aiguille de la Floria (2 888 mètres) ;
- l'aiguille du Pouce (2 873 mètres) ;
- les aiguilles de la Glière (2 856 mètres) ;
- la pointe Alphonse Favre (2 788 mètres) ;
- l'aiguille Pourrie (2 562 mètres) ;
- le Brévent (2 525 mètres) : au sud du massif et accessible par un téléphérique à deux tronçons (Planpraz, le Brévent) ;
- l'aiguillette des Houches (2 285 mètres).

Dans le massif de Pormenaz :
- la pointe Noire de Pormenaz (2 323 mètres).

### Lacs
- Lac Blanc
- Lac du Brévent
- Lac Cornu
- Lac Noir d'en Bas
- Lac de l'Aiguillette
- Lacs des Chéserys
- Lac de Pormenaz

### Glaciers
Du fait de sa faible altitude, le massif des Aiguilles Rouges ne possède pas de glacier de taille importante. La majorité de ses glaciers pourrait donc disparaître au cours du XXIe siècle ; seuls les glaciers de la face nord du massif (glaciers du Mort, de Bérard, d'Anneuley et de Beugeant, tous des glaciers de cirque) conservent un volume significatif. En 2008, le glacier des Darts, sous l'aiguille du Belvédère, a complètement disparu.

### Géologie
Le massif est constitué de roches métamorphiques, et plus particulièrement de gneiss.

### Environnement
L'essentiel du massif est protégé par plusieurs réserves naturelles nationales :
- la réserve naturelle nationale des Aiguilles-Rouges ;
- la réserve naturelle nationale de Carlaveyron ;
- la réserve naturelle nationale de Passy ;
- la réserve naturelle nationale du Vallon de Bérard.

## Activités

### Stations de sports d'hiver
Les secteurs de Planpraz et de la Flégère de la station de Chamonix-Mont-Blanc se trouvent dans les aiguilles Rouges. Deux téléskis de Vallorcine se trouvent également dans le massif, au hameau du Buet, entre le col des Montets et le village.

### Escalade
Le massif abrite les principales écoles d'escalade de Chamonix, les clochetons de Planpraz ont été rendus mondialement célèbres par l'alpiniste Gaston Rébuffat. L'escalade est également pratiquée à l'aiguillette d'Argentière, au col des Montets, au clocher du Brévent et sur de nombreuses parois des différentes aiguilles.

### Randonnée
Les itinéraires de randonnée GR Tour du Mont-Blanc, le GRP Tour du Pays du Mont-Blanc, le GR 5 et le GRE E2 passent par le massif qui comporte plusieurs sentiers dont le Grand Balcon, le Grand Balcon Sud, le Petit Balcon et le Petit Balcon Sud. Les lacs Noirs, Cornu et du Brévent constituent des destinations prisées par les randonneurs.
Les refuges de la Pierre à Bérard, du Lac Blanc, de Bellachat et celui de Moëde-Anterne juste en bordure du massif permettent aux randonneurs de réaliser des treks ou des ascensions.

## Dans la culture
Dans le roman Au service secret de Sa Majesté de Ian Fleming, on apprend que les parents de James Bond, Andrew et Monique Delacroix Bond, y ont trouvé la mort dans un accident d'alpinisme alors que leur fils était adolescent. Cette anecdote est reprise par la suite dans plusieurs autres romans de la série ainsi qu'évoquée dans quelques-uns des films produits par EON Productions.